# Пахараль
Пахараль (ісп. El Pajaral) — руїни міста цивілізації мая у північно-західному Петені (Гватемала). Назва перекладається як «Орачі».

## Історія
Засновано в середині класичного періоду, близько 450 року н. е. Швидко набуло статусу міста в державі Хіш-Віц («Ягуарові пагорби»), проте дотепер тривають суперечки серед вчених стосовно того його статусу: одні вважають Пахараль першою столицею царства Хішвіц, інші — городище Сапоте-Бобаль, а потім вже Пахараль. За однією з гіпотез у давнину Пахараль носив ім'я Хіш-Віц, від якого пішла назва самого царства.
Разом з усією державою пережило період піднесення та занепаду. Тривалий час завдяки союзу з Мутульським царством (до початку VII століття) місто переживало політичне та економічне посилення. Того часу Пахараль став
одним з церемоніальних центрів. У VIII ст. втратив статус столиці на користь Сапоте-Бобаля та Ла-Хоянки, проте зберіг стан культового центру не лише свого царства, а більшості областей мая.
Розквіт міста відбувся у 700—800 роках, під час другого піднесення Мутульського царства. До Пахаралю прибували прочани з більшості міста мая. Все це сприяло суттєво економічному посиленню міста, що відбилося у значній будівельній активності. Із занепадом Мутуля у 820-830-х роках відбулося послаблення царства Хіш-Віц, а в середині IX ст. Пахараль остаточно занепав під час загальної кризи міст мая класичного періоду, був залишений населенням.

## Опис
Розташований на висоті 200 м над рівнем моря.
Складається з 2 великих груп будов, які містяться на верхній та нижній площах. Особливістю є майже повна відсутність житлових будов, що свідчить про особливий статус цього городища.
На нижній площі збудовано палаци знаті та громадські будівлі. Тут була найвища будова заввишки 8 м.
Верхня площа зведена на пагорбі заввишки 30 м і завдовжки 300 м. Тут був ритуально-адміністративний центр міста. Найвища будова на цій площі досягає 20 м заввишки. Також у межах площі знайдено рештки піраміди заввишки близько 30,5 м, куди вели свого часу сходи завширшки 45.72 м з 67 сходинками. Утім піраміда з храмом зверху в часи функціонування була значно вищою (за різними версіями від 35 до 40 м). За своєю будовою ця піраміда відповідає класичному стилю мая. Окрім культових цілей, використовувалася для астрономічних спостережень.
Більшість монументів виявлено на західному боці нижньої площі. Відомо про 5 різьблених стел, найвища з яких має 3 м заввишки; 20 гладеньких, значно пошкоджених стел, 3 вівтаря.

## Історія досліджень
Відкрито й досліджено Ієном Грехемом у 1970-х роках. Саме він надав сучасну назву цій пам'ятці. З 2000-х років розкопки проводяться в рамках «Проекту Північно-Західний Петен». Значний внесок у дослідження написів Пахараля зробив епіграфіст Девід Стюарт. Він виявив тут перший «емблемний ієрогліф» царства Хіш-Віц.
З 2005 року на території городища працювали археологи на чолі з Джеймом Фіцсіммонсом з Коледжу Міддлбарі та Лаури Гамес з Піттсбурзького університету. Натепер роботи тривають.